# Tasmalı
Tasmalı (ryska: Тасмалы) är en ort i Azerbajdzjan.   Den ligger i distriktet Qax Rayonu, i den nordvästra delen av landet, 290 km väster om huvudstaden Baku. Tasmalı ligger 220 meter över havet och antalet invånare är 1 468.
Terrängen runt Tasmalı är platt. Närmaste större samhälle är Aliabad, 8,0 km nordväst om Tasmalı.
Trakten runt Tasmalı består till största delen av jordbruksmark. Runt Tasmalı är det ganska glesbefolkat, med 35 invånare per kvadratkilometer.